# Lorenzo Nicolás Quintana
Lorenzo Nicolás Quintana y Llera (Llanes, 1810-Madrid, 1886) fue un político, periodista, escritor y funcionario español.

## Biografía
Nació en la localidad asturiana de Cue el 12 de mayo de 1810. Hacendista, hombre político y jefe superior de administración, por los años de 1859 a 1866 fue fundador y director en Madrid de El Reino. Fue varias veces diputado al Congreso por la provincia de Oviedo durante la última década del reinado de Isabel II, además de senador ya durante la Restauración. Quintana, que también cultivó la poesía, falleció el 18 de febrero de 1886, en Madrid.